# Zulema Noemí Pracánico
Zulema Noemí Pracánico (f. 2004) fue una política argentina del Partido Peronista Femenino. Fue elegida a la Cámara de Diputados de la Nación Argentina en 1951, integrando el primer grupo de mujeres legisladoras en Argentina con la aplicación de la Ley 13.010 de sufragio femenino. Representó al pueblo de la provincia de Buenos Aires entre 1952 y 1955.

## Biografía
En las elecciones legislativas de 1951, fue candidata del Partido Peronista en la 16.° circunscripción de la provincia de Buenos Aires, siendo una de las 26 mujeres elegidas a la Cámara de Diputados de la Nación Argentina. Otras cinco mujeres también fueron elegidas en dicha provincia: Magdalena Álvarez de Seminario, Francisca Ana Flores, María Elena Casuccio, Celina E. Rodríguez y Carmen Salaber. Asumió el 25 de abril de 1952.
Fue vocal en la comisión de Previsión Social.
Había sido elegida hasta 1958 pero permaneció en el cargo hasta septiembre de 1955, cuando su mandato fue interrumpido por el golpe de Estado de la autoproclamada Revolución Libertadora. Tras el golpe, fue detenida.
Formó parte de la resistencia peronista y entre 1957 y 1958 fue columnista del periódico Palabra Prohibida.
Falleció en 2004.